# Рафаел Банкелс
Рафаел Банкелс (на испански: Rafael Banquells) е мексикански актьор и режисьор, филмов, телевизионен и театрален предприемач от испански произход. Участва като актьор и режисьор в първата мексиканска теленовела Забранена пътека от 1958 г.

## Биография
Рафаел Банкелс е роден през 1917 г. в Хавана, син на каталонци, които са на обиколка из Куба. Кариерата си започва като актьор през 1940 г. в Мексико, където живее и получава гражданство.
Рафаел Банкелс се жени три пъти - първата му съпруга е актрисата Бланка де Кастехон; вторият му брак е с актрисата и политик Силвия Пинал, с която имат една дъщеря - актрисата Силвия Паскел. Бракът на Пинал и Банкелс продължава от 1947 г. до 1952 г., когато се развеждат. Третият му брак е с актрисата Дина де Марко, който продължава от 1955 г. до неговата смърт през 1990 г. Де Марко и Банкелс имат пет деца - Хосе Мануел Банкелс, Росио Банкелс (актриса), Мари Пас Банкелс (актриса), Рафаел Банкелс мл. (актьор и режисьор) и Ариадне Банкелс.
Рафаел Банкелс умира през 1990 г. в столицата Мексико на 73-годишна възраст.

## Филмография

### Като актьор
Теленовели
- Замъгленото стъкло (1989) .... Лусиано
- Безчестие (1981-1982) .... Д-р Навало
- Соледад (1981) .... Съдията
- Пламъкът на любовта (1979)
- Богатите също плачат (1979) .... Отец Адриан
- Дребни хора (1978)
- Viviana (1978) .... Д-р Навас
- Рина (1977)
- Унижение и оскърбление (1977) .... Дон Николас
- Пристигнала е натрапница (1974-1975) .... Дон Рафаел Морено
- Каретата (1972) .... Елиас Федерико Форей
- Близначките (1972)
- Италианско момиче идва да се омъжи (1971-1973) .... Джоузеф
- Булчински воал (1971)
- Адриана(1967) ... Теофило
- Болката на живота (1964)
- Среща със смъртта (1963)
- Съдба (1963)
- Лакомия (1962)
- Врагът (1961)
- Златният човек (1960)
- Къщата на омразата (1960)
- Секретарка или съпруга (1960)
- Жена ми е разведена (1959)
- Гутиеритос (1958/1965) .... Анхел Гутиерес
- Забранена пътека (1958)

Кино
- Ni de aquí, ni de allá (1987)
- La sucesión (1978)
- El santo oficio (1975)
- Estas ruinas que ves (1978) .... Себастиан Монтаня
- En busca de un muro (1973) .... Лекар
- Vidita negra (1973)
- Pubertinaje (1971)
- El sinvergüenza (1971)
- Santo contra Blue Demon en la Atlántida (1969) .... Професор Герард
- La alegría de vivir (1965)
- El secreto de Pancho Villa (1957)
- Los tres mosqueteros y medio (1957)
- El tesoro de Pancho Villa (1957)
- Teatro del crimen (1957)
- Esposas infieles (1956)
- El medallón del crimen (1956)
- El rey de México (1956)
- La sombra vengadora (1956)
- Pura vida (1956)
- El asesino X (1955)
- La sombra vengadora vs. La mano negra (1954)
- La visita que no tocó el timbre (1954)
- Reportaje (1953)
- Amor de locura (1953)
- Той (1952) .... Рикардо Лухан
- Cuando los hijos pecan (1952) .... Гонсало
- Pasionaria (1952) .... Хуан
- Recién casados... no molestar (1951)
- Vivillo desde chiquillo (1951)
- La marca del zorrillo (1950)
- El pecado de Laura (1949)
- Una mujer con pasado (1949)
- La última noche (1948)
- Enrédate y verás (1948)
- Reina de reinas (1948)
- El amor abrió los ojos (1947)
- La vida íntima de Marco Antonio y Cleopatra (1947)
- Bel Ami (1947)
- Los que volvieron (1946)
- Su última aventura (1946)
- María Magdalena (1946)
- Los nietos de Don Venancio (1946)
- Cuando escuches este vals (1944)
- Los hijos de Don Venancio (1944)
- El médico de las locas (1944)
- Las dos huérfanas (1944)
- Internado para señoritas (1943)
- No matarás (1943)
- Resurrección (1943)
- Qué hombre tan simpático (1943)
- Maravilla del toreo (1943)
- Secreto eterno (1942)
- Nuestra Natacha (1936) .... Хуан
- La Dama duende (1919)

### Като режисьор
- Дни без луна (1990)
- Изоставена (1985)
- Да живееш по малко (1985)
- Принцеса (теленовела) (1984)
- Амалия Батиста (1983)
- Остави ме да живея (1982)
- Богатите също плачат (1979)
- Отмъщението (1977)
- Сестра ми (1976)
- Пролетна разпродажба (1975)
- Светът на играчките (1974-1977)
- Докторката (1964)
- Разведени (1961)
- Елена (1961)
- Почитай твоята (1959)
- Жена ми е разведена (1959)
- Цената на небето (1959)
- Тереса (1959)
- Гутиеритос (1958)
- Една стъпка към бездната (1958)
- Забранена пътека (1958)

## Награди и номинации
Premios TVyNovelas
| Година | Категория          | Теленовела                    | Резултат  |
| ------ | ------------------ | ----------------------------- | --------- |
| 1986   | Най-добър режисьор | Изоставена Да живееш по малко | Номиниран |